# 1926 en Palestine mandataire
Chronologie de la Palestine
- 1922
- 1923
- 1924
- 1925
- 1926
- 1927
- 1928
- 1929
- 1930

Cette page concerne les évènements survenus en 1926 en Palestine mandataire :

## Évènements
- 5 mars : Le haut-commissaire britannique accorde une concession exclusive de 70 ans à Pinhas Rutenberg, de la Palestine Electric Corporation, pour la production et la distribution d'énergie électrique à partir des eaux du Jourdain et du Yarmouk (voir First Jordan Hydro-Electric Power House (en)).
- 1er avril : La Force frontalière de Transjordanie (en) est créée en tant que garde-frontière paramilitaire pour défendre les frontières nord et sud de la région de Transjordanie.
- Septembre : Mille colonies (en), plan d'implantation de colonies juives en Palestine mandataire.

## Création
- Fondation des kibboutzim Bayit VeGan, Pardes Hanna-Karkur, Ramat-David et Beit She'arim (moshav) (en).

## Naissances
- 10 janvier : 
  - Musallam Bseiso (en), intellectuel, journaliste et homme politique arabe palestinien (mort en 2017).
  - Yosef Kremerman (en), homme politique israélien (mort en 1981).
- 17 janvier : Yitzhak Moda'i (en), homme politique israélien (mort en 1998).
- 5 février : Avner Shaki (en), homme politique israélien (mort en 2005).

## Décès
- 2 janvier :